# Megachile chrysophila
Megachile chrysophila är en biart som beskrevs av Cockerell 1896. Megachile chrysophila ingår i släktet tapetserarbin, och familjen buksamlarbin. Inga underarter finns listade i Catalogue of Life.